# Enrile (Cagayan)
Enrile ist eine Stadtgemeinde in der philippinischen Provinz Cagayan. Die Gemeinde liegt im Süden der Provinz. In der südwestlichen Ecke grenzt sie an die Provinz Kalinga und im Rest des Südens an die Provinz Isabela. Im Jahr 2015 zählte sie 35.834 Einwohner. Das Gebiet war bereits vor der spanischen Eroberung besiedelt und wurde früher Cabug genannt. Der Großteil der Bevölkerung lebt vom Anbau von Reis, Mungbohnen und Erdnüssen.
Enrile ist in die folgenden 22 Baranggays aufgeteilt:
| - Alibago - Barangay I - Barangay II - Barangay III - Barangay III-A - Barangay IV - Batu - Divisoria - Inga - Lanna - Lemu Norte | - Lemu Sur - Liwan Norte - Liwan Sur - Maddarulug Norte - Maddarulug Sur - Magalalag East - Magalalag West - Maracuru - Roma Norte - Roma Sur - San Antonio |

## Persönlichkeiten
- Edgar Gacutan (* 1964), römisch-katholischer Ordensgeistlicher, Bischof von Sendai in Japan